# Minister-president van Nederland
De minister-president van Nederland (minister-president of premier of eerste minister) is de voorzitter van de ministerraad in Nederland. Hij is tevens minister van Algemene Zaken. De minister-president draagt de ministeriële verantwoordelijkheid voor het optreden van de leden van het Koninklijk Huis. Daarnaast vertegenwoordigt hij Nederland in de Europese Raad. Sinds 2 juli 2024 vervult Dick Schoof deze functie.
Sinds 1945 wordt van 'minister-president' gesproken. Daarvoor heette de post 'Voorzitter van de Ministerraad'.

## Geschiedenis

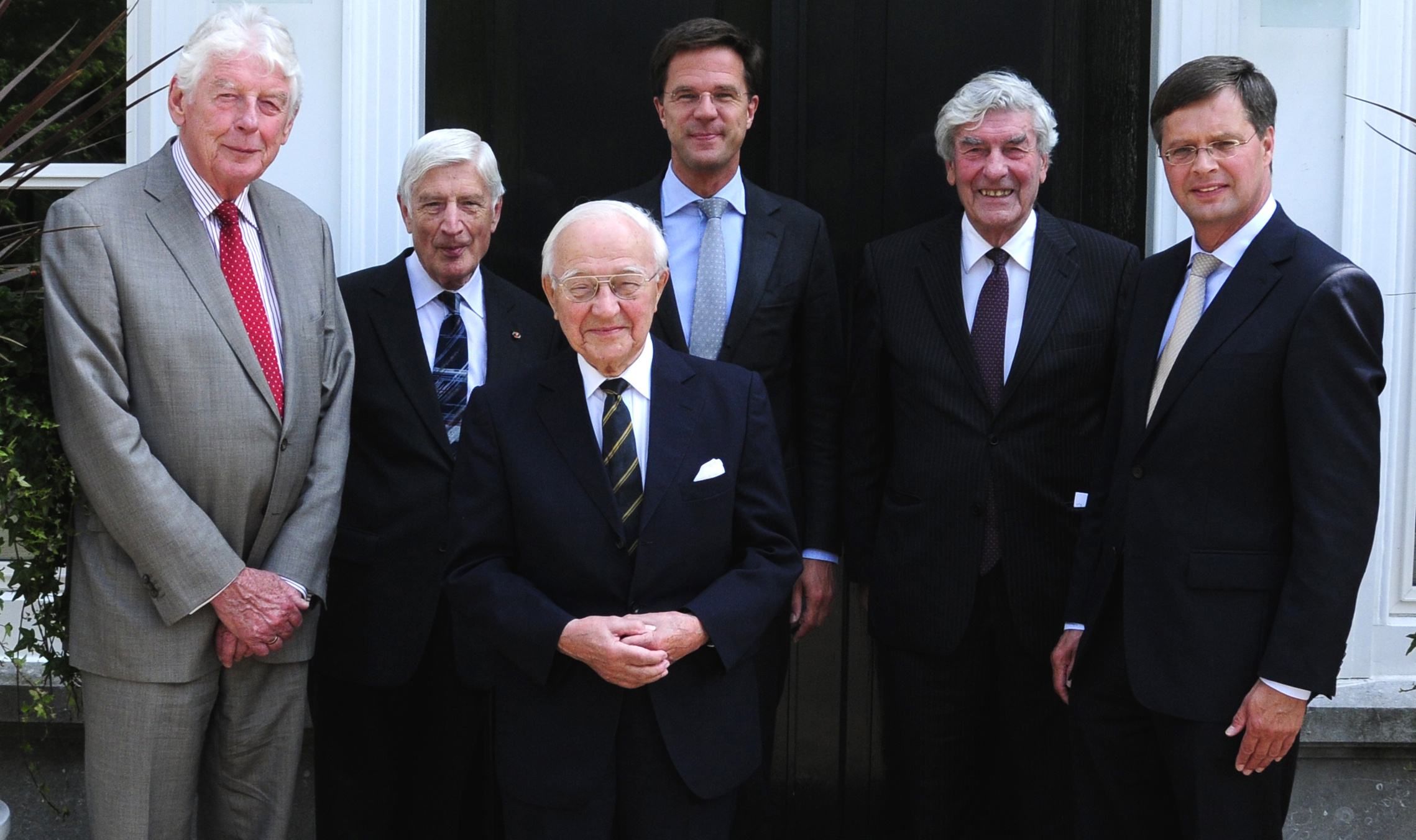
Oud-ministers-presidenten bij elkaar op het Catshuis in 2011. Van links naar rechts: Wim Kok, Dries van Agt, Piet de Jong, Mark Rutte, Ruud Lubbers, Jan Peter Balkenende

De plaats van de minister en de minister-president is bepaald bij de grondwetsherziening van 1848, hoewel de eerste minister-president dateert van kort voor die grondwetswijziging. Toen is vastgelegd dat de ministers verantwoordelijk zijn aan de Staten-Generaal (Eerste en Tweede Kamer) en dat de koning onschendbaar was. Vóór deze tijd waren de ministers verantwoording schuldig aan de koning. Vanaf 1848 heeft Nederland dus een parlementair stelsel met gekozen volksvertegenwoordigers. Het volk was vanaf nu soeverein. Nederland had nog geen democratie in de huidige zin, omdat er censuskiesrecht was.
Sinds 1945 wordt de voorzitter van de ministerraad in het benoemingsbesluit aangeduid als minister-president. In 1983 is de functie van minister-president opgenomen in de Grondwet. Hoewel er geen formele regels voor bestaan, valt het premierschap meestal toe aan de grootste regeringspartij. In de naoorlogse jaren is hier weleens van afgeweken, maar sinds 1973 is het niet meer voorgekomen dat de minister-president voortkwam uit een kleinere regeringspartij. Wel is er op 2 juli 2024 een partijloze minister-president aangetreden, namelijk Dick Schoof.
In de meeste gevallen is de premier ook de formateur geweest van zijn kabinet. Pas als hij geslaagd is bij de kabinetsformatie aanvaardt hij de opdracht van de Koning tot formeren. De minister-president is politiek verantwoordelijk voor het gehele proces van de kabinetsformatie. Hij legt verantwoording af in de Tweede Kamer als hij de regeringsverklaring uitspreekt.

## Benoeming en ontslag

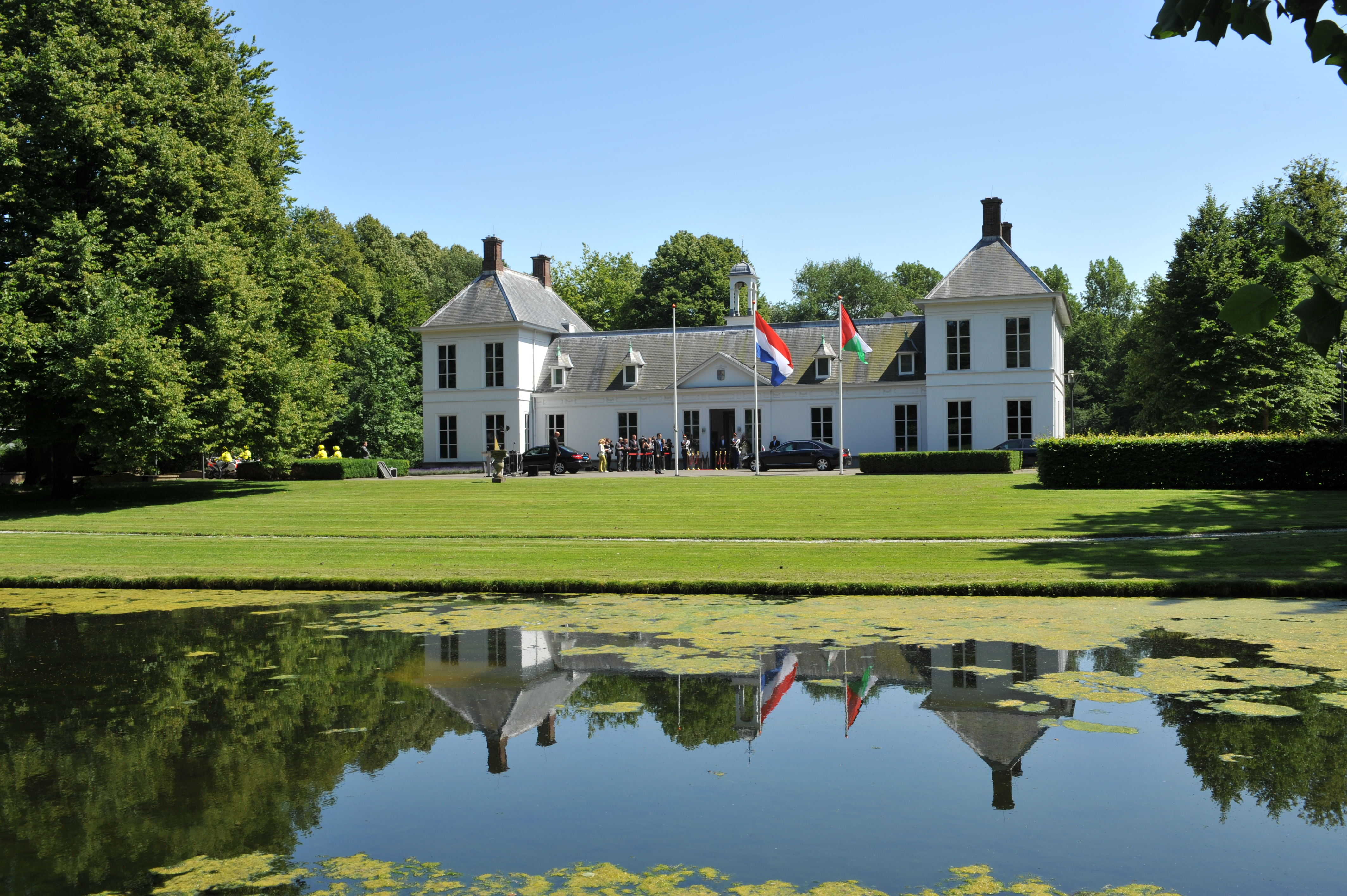
Het Catshuis, de ambtswoning van de Nederlandse minister-president in Den Haag.

De minister-president wordt bij koninklijk besluit benoemd en ontslagen (artikel 43 van de Grondwet).
Aanvankelijk benoemde en ontsloeg de koning ministers 'naar welgevallen' en droeg daar zelf verantwoordelijkheid voor. Met de komst van de ministeriële verantwoordelijkheid in de periode 1840-1848 veranderde dat. Tot de algehele grondwetsherziening van 1983 was het gebruikelijk dat een minister of minister-president die in het nieuwe kabinet terug zou keren de benoemings- en ontslagbesluiten medeondertekende. Dit gebruik zou in theorie een probleem kunnen opleveren als geen enkele minister meer zou terugkeren in het nieuwe kabinet. In België speelt dit probleem niet omdat het daar gebruikelijk is dat de terugtredend eerste minister het benoemingsbesluit van zijn opvolger medeondertekent, waarna de nieuwe eerste minister het ontslag van zijn voorganger ondertekent.
Sinds 1983 bepaalt artikel 48 van de Grondwet dat het koninklijk besluit waarbij de minister-president wordt benoemd, mede door hem zelf (dus de nieuwe minister-president) wordt ondertekend. Een voordracht van de aftredende minister-president voor het koninklijk besluit ontbreekt eveneens. Als gevolg daarvan kan de koning sindsdien weer naar eigen inzicht personen tot minister-president benoemen. Tot op heden heeft de koning(in) echter alleen personen tot minister-president benoemd die ook het vertrouwen genieten van de Staten-Generaal.

## Taken en bevoegdheden

### Voorzitter van de ministerraad
De minister-president beschikt volgens het Reglement van orde voor de ministerraad over een aantal bevoegdheden. Hij stelt onder meer de agenda van de ministerraad vast, zit deze voor en ziet toe op de uitvoering van de besluiten.
In de ministerraad kan de minister-president vervangen worden door een viceminister-president (officieus vicepremier). Ministers die deze functie bekleden, doen dat altijd naast hun eigen portefeuille. Gewoonlijk behoren vicepremiers tot de andere coalitiepartijen.
Op de wekelijkse persconferentie na afloop van de ministerraadsvergadering geeft de minister-president een toelichting op het kabinetsbeleid en komt de politieke actualiteit aan de orde.

### Voorzitter van de rijksministerraad
De minister-president van Nederland is tevens voorzitter van de raad van ministers van het Koninkrijk en in die hoedanigheid minister-president van het Koninkrijk der Nederlanden. Hem komen in deze positie dezelfde bevoegdheden toe als die hierboven zijn beschreven ten aanzien van de (Nederlandse) ministerraad. Daarnaast heeft hij een doorslaggevende stem in de zogenaamde conflictenregeling van artikel 12 van het Statuut.

### Minister van Algemene Zaken
De minister-president geeft tevens leiding aan het ministerie van Algemene Zaken. In het instellingsbesluit van dit ministerie uit 1947 is aangegeven dat het ministerie zorg draagt voor de "zaken betreffende het algemeen Regeringsbeleid van het Koninkrijk, voor zover deze zorg niet bepaaldelijk wordt behartigd door een der andere departementen van algemeen bestuur". Met deze algemene omschrijving laat de taak van het ministerie zich niet eenvoudig specificeren.
De werkplek van de minister-president bevindt zich in het Torentje, een gebouw van het ministerie aan het Binnenhof in Den Haag. De minister-president heeft ook de beschikking over een ambtswoning, het Catshuis.

### Koninklijk Huis
De minister-president is de eerstverantwoordelijke bewindspersoon voor het Koninklijk Huis. Hij heeft wekelijks contact met de Koning over het kabinetsbeleid, onder andere naar aanleiding van de vergaderingen van de ministerraad op vrijdag.
Hij spreekt traditioneel de gelukwens uit op koningsdag via NOS/radio en televisie.
Een overlijden of geboorte van een lid van het Koninklijk Huis Oranje-Nassau wordt ook door de premier bekendgemaakt. Nadat de Koning zijn abdicatie heeft aangekondigd geeft de minister-president in een televisietoespraak een reactie.

### Internationale rol
De minister-president neemt uit hoofde van zijn functie deel aan diverse internationale bijeenkomsten en hij onderhoudt tal van internationale bilaterale contacten. De Europese Raad is een periodieke bijeenkomst van de regeringsleiders van de 27 landen van de Europese Unie en de voorzitter van de Europese Commissie. Binnen de Europese Raad worden belangrijke Europese politieke vraagstukken besproken. De minister-president wordt op de Europese Raad altijd vergezeld van de minister en/of de staatssecretaris van Buitenlandse Zaken, die voor het Europees beleid een eigen verantwoordelijkheid dragen. De minister-president legt voor zijn optreden als lid van de Europese Raad verantwoording af in het parlement.

## Grondwettelijke positie
De grondwettelijke positie van de minister-president berust onder andere op artikel 42, 43, 45 en 48 van de grondwet. Volgens artikel 48 worden koninklijke besluiten voor de aanstelling of ontslag van een minister of staatssecretaris mede ondertekend door de minister-president, die daarmee politiek verantwoordelijk is voor de samenstelling van het hele kabinet.